# 阿合牙孜河
阿合牙孜河，也称阿合牙孜沟、阿合牙子河，位于中华人民共和国新疆维吾尔自治区伊犁哈萨克自治州昭苏县境内的一条河流，是特克斯河右岸支流，河名源自哈萨克语意为“白色的山口”，发源于昭苏县东南端中天山支脉哈尔克他乌山北坡，自南向北流，右纳发源于布古达坂的布古萨依河后转向西流，流程约55千米左纳空古拉布拉克河后转北流，经斯木塔斯水电站后出山口进入草原地带，于喀夏加尔镇转东北流，于喀拉托别村东南约5.5千米处汇入特克斯河。河长117千米，流域面积2813平方千米。阿合牙孜河上游河源区发育有大量的现代冰川群，下游两岸是优良天然草场。中游谷地位典型的U形冰川槽谷，风景优美。